# Бронсон (фільм)
«Бронсон» (англ. Bronson) — художній фільм про життя знаменитого в'язня Чарльза Бронсона. Режисер фільму — Ніколас Віндінґ Рефн. Виробництво та розповсюдження фільму взяла на себе компанія Vertigo Films. У Великій Британії фільм вийшов 27 лютого 2009 року.

## Сюжет
Історія життя британського ув'язненого Чарльза Бронсона, уродженого Майкла Гордона Пітерсона (р. 1952). Народившись в безпечній британській сім'ї середнього класу, Бронсон, попри це, стає одним з найнебезпечніших британських злочинців. Також Бронсон відомий тим, що провів «за ґратами», переважно в карцері, майже все своє життя.

## В ролях
| Актор         | Роль                                        |
| ------------- | ------------------------------------------- |
| Том Гарді     | Чарльз Бронсон                              |
| Метт Кінг     | Власник нічного клубу, колишній ув'язненний |
| Джеймс Ленс   | Філ Деніелсон                               |
| Келлі Адамс   | Дружина Чарльза                             |
| Аманда Бертон | Мати Чарльза                                |

## Виробництво
Для даної ролі Том Гарді спілкувався по телефону з реальним Чарльзом Бронсоном, а також зустрічався з ним особисто. В ході зустрічей, Бронсон був настільки вражений підготовкою Гарді до ролі, а також думкою, що його життя увічнять у фільмі, що збрив свої фірмові вуса і відправив їх акторові, щоб той міг носити їх на зйомках. Для ролі Том Гарді набрав 19 кілограмів м'язової маси.